# Ciudad del Maíz
Ciudad del Maíz é um município do estado de San Luis Potosí, no México.